# Syncephalis depressa
Syncephalis depressa Tiegh. & G. Le Monn. – gatunek grzybów z rzędu zwierzomorkowców (Zoopagales).

## Systematyka i nazewnictwo
Pozycja w klasyfikacji według Index Fungorum:
Syncephalis, Piptocephalidaceae, Zoopagales, Incertae sedis, Zoopagomycetes, Zoopagomycotina, Zoopagomycota, Fungi.
Po raz pierwszy opisali go w 1873 r. Philippe Édouard Léon Van Tieghem i Georges Le Monnier. Synonim: Vantieghemia depressa (Tiegh. & G. Le Monn.) Kuntze1891.

## Morfologia
Grzybnia wegetatywna delikatna, bezbarwna i dominująca nad grzybnią żywiciela. Wytwarza liczne i dobrze rozwinięte chwytniki, które otaczają strzępki gospodarza. Konidiofory pojedyncze, gładkie, jasnożółte, zakrzywione na wierzchołku, o długości 113–300 µm i wysokości 4,5–7,5 µm. Taką szerokość mają na długości 80–200 µm, po czym stają się szersze, aż osiągną średnicę 10,5–21 µm w obszarze krzywizny, gdzie zwężają się do 6–9 µm i ostatecznie przechodzą w pęcherzyk o średnicy 18–25 µm. Z pęcherzyka wyrastają liczne, długie merosporangialne wyrostki, przeważnie proste, rzadko rozgałęzione, o wymiarach 18–33 × 2,5–4,3 µm, ulegające fragmentacji na 3–6 konidiów. Konidia jasnożółte, jajowate do podłużnych, w okresie dojrzałości zdecydowanie kolczaste, 5–10,5 × 2,5–4,2 µm. Kiełkują przez dwie pory rostkowe znajdujące się na obu końcach. Zygospor nie zaobserwowano.

## Występowanie i siedlisko
Występuje w Ameryce Północnej, Europie, Azji i Australii. W Polsce był wielokrotnie izolowany na odchodach zwierzęcych i w glebie.
Grzyb koprofilny, grzyb glebowy. Jest także grzybem nagrzybnym pasożytującym na pleśniakach Mucor.